# Шмалензе
Шмалензе (њем. Schmalensee) општина је у њемачкој савезној држави Шлезвиг-Холштајн. Једно је од 95 општинских средишта округа Зегеберг. Према процјени из 2010. у општини је живјело 475 становника. Посједује регионалну шифру (AGS) 1060072.

## Географски и демографски подаци
Шмалензе се налази у савезној држави Шлезвиг-Холштајн у округу Зегеберг. Општина се налази на надморској висини од 50 метара. Површина општине износи 8,7 km². У самом мјесту је, према процјени из 2010. године, живјело 475 становника. Просјечна густина становништва износи 55 становника/km².